# Tessaria absinthioides
Tessaria absinthioides là một loài thực vật có hoa trong họ Cúc. Loài này được (Hook. & Arn.) DC. miêu tả khoa học đầu tiên năm 1836.